# Into the Fire (Asking Alexandria)
Into the Fire è un singolo del gruppo musicale britannico Asking Alexandria, pubblicato il 22 settembre 2017 come primo estratto dal quinto album in studio Asking Alexandria.

## Descrizione
Si tratta del primo brano inciso dal gruppo dopo il ritorno in formazione dello storico cantante Danny Worsnop, avvenuto nell'ottobre 2016. Secondo il cantante, il testo riguarda l'avere fiducia in sé stessi o «ritrovare aspetti positivi nel nostro lato oscuro»:
Musicalmente, il brano presenta degli effetti introduttivi atti a coprire la batteria e le chitarre che danno spazio a un ritmo sostenuto dominato dai sintetizzatori; il cantato di Worsnop risulta invece più melodico, limitando lo screaming nell'intermezzo del brano.

## Video musicale
Il video, reso disponibile in concomitanza con il lancio del singolo, è stato diretto da Jensen Noen e trae ispirazione dal film Sin City del 2005.
Il 22 dicembre 2017 il gruppo ha pubblicato quello per la versione acustica del brano, diretto da Sanjay Parikh.

## Tracce
Download digitale – 1ª versione, 7" (Stati Uniti)
1. Into the Fire – 3:57
2. Into the Fire (Radio Edit) – 3:30

CD promozionale (Stati Uniti)
1. Into the Fire – 3:30

Download digitale – 2ª versione
1. Into the Fire – 3:57
2. Into the Fire (Acoustic Version) – 3:28
3. Into the Fire (Radio Edit) – 3:30

## Formazione
Gruppo
- Danny Worsnop – voce
- Ben Bruce – chitarra, voce
- Cameron Liddell – chitarra
- Sam Bettley – basso
- James Cassells – batteria

Produzione
- Jonathan Davis – produzione
- Matthew Good – produzione, ingegneria del suono
- Ryan Daminson – ingegneria del suono
- Bill Beasley – ingegneria del suono aggiuntiva
- Taylor Larson – missaggio
- Ted Jensen – mastering

## Classifiche
| Classifica (2017-18)             | Posizione massima |
| -------------------------------- | ----------------- |
| Regno Unito (rock & metal)       | 28                |
| Stati Uniti (mainstream rock)    | 13                |
| Stati Uniti (rock & alternative) | 18                |